# Deceleratore di antiprotoni
Il Deceleratore di Antiprotoni (AD: Antiproton Decelerator) è un anello di accumulazione al CERN di Ginevra. Venne costruito come successore dell'Anello di Antiprotoni a Bassa Energia (LEAR, Low Energy Antiproton Ring) iniziando a operare nell'anno 2000. 
Fasci di protoni provenienti da atomi di idrogeno ionizzati vengono inizialmente accelerati dal LINAC, successivamente entrano nel Proton Synchrotron Booster per una prima fase di accelerazione, quindi vengono inviati al Proton Synchrotron (PS) che li accelera ulteriormente. I protoni vengono fatti scontrare con una targhetta fissa per produrre antiprotoni, i quali vengono decelerati dal Deceleratore di Antiprotoni e vengono inviati ai vari apparati sperimentali collegati, secondo turni ben stabiliti.

Schema del complesso di acceleratori utilizzati per la produzione degli antiprotoni utilizzati al Deceleratore di Antiprotoni.

## ELENA

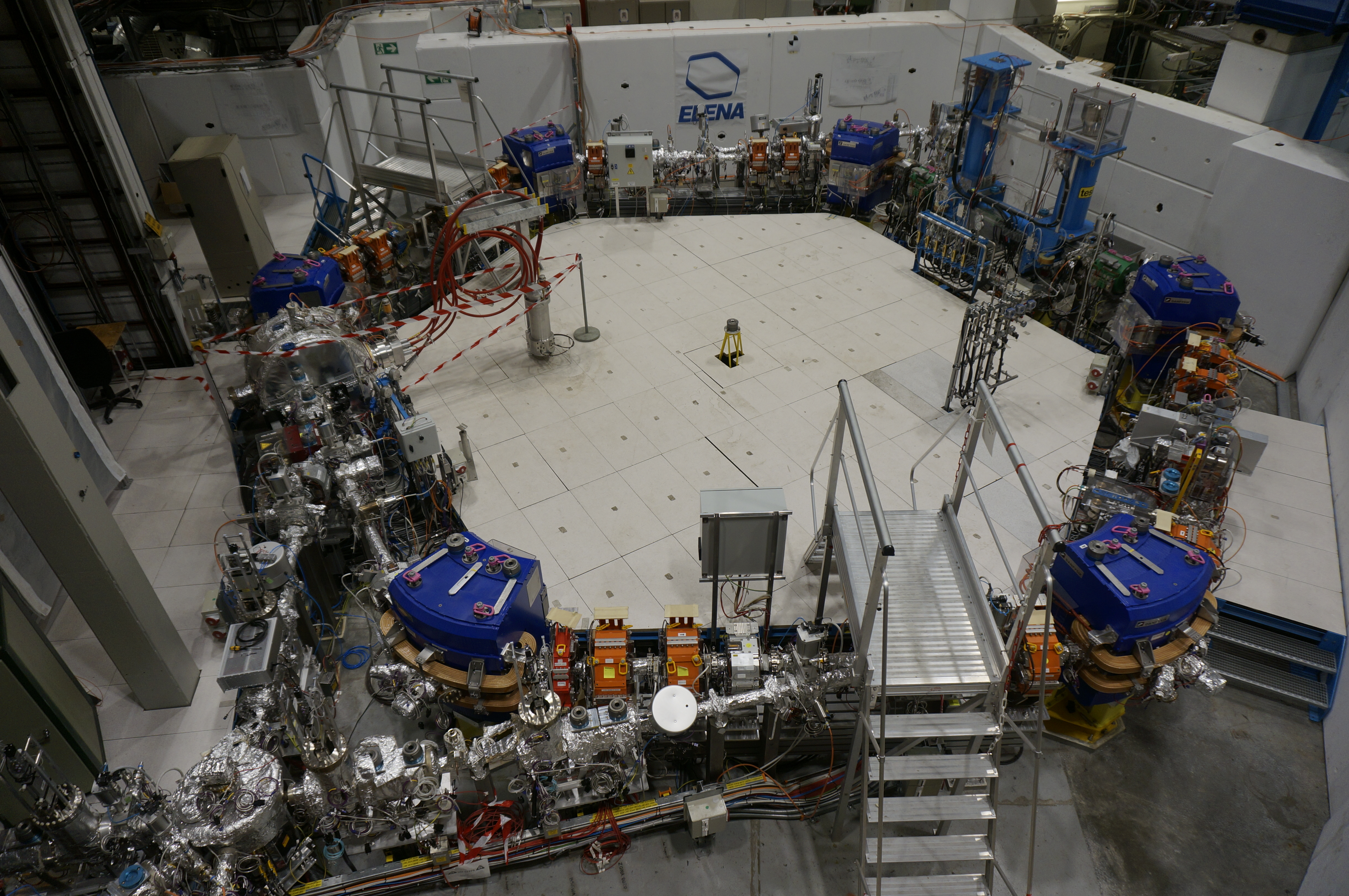
Anello di ELENA

ELENA (Extra Low ENergy Antiproton) è un anello di accumulazione esagonale situato all'interno del complesso dell'AD. È progettato per decelerare ulteriormente il fascio di antiprotoni a un'energia di 0,1 MeV per misurazioni più precise. Il primo fascio in ELENA è stato il 18 novembre 2016. GBAR sarà il primo esperimento a usare un fascio proveniente da ELENA, con il resto degli esperimenti all'AD a seguire nel 2019-2020.

## Esperimenti all'AD

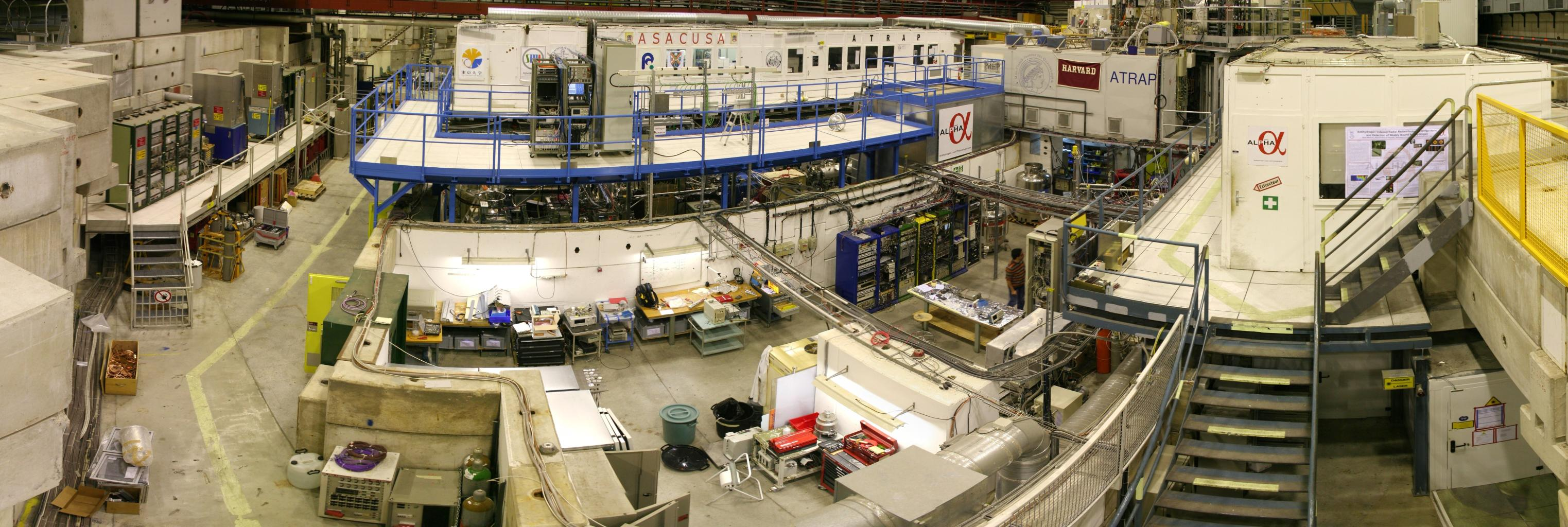
L'interno dell'edificio che ospita gli esperimenti, in particolare sono visibili ALPHA, ASACUSA e ATRAP.

| Esperimento | Nome in codice | Portavoce                    | Titolo                                                           | Approvato   | Stato       | Collegamento                                               | Sito web                                                 |
| ----------- | -------------- | ---------------------------- | ---------------------------------------------------------------- | ----------- | ----------- | ---------------------------------------------------------- | -------------------------------------------------------- |
| AD-1        | ATHENA         | Alberto Rotondi              | ApparaTus for High precision Experiments with Neutral Antimatter | 12 Giu 1997 | 16 Nov 2004 | Grey Book Archiviato il 2 agosto 2012 in Internet Archive. | Website Archiviato il 3 aprile 2013 in Internet Archive. |
| AD-2        | ATRAP          | Gerald Gabrielse             | Antihydrogen TRAP                                                | 12 Giu 1997 | In corso    | Grey Book Archiviato il 2 agosto 2012 in Internet Archive. | Website                                                  |
| AD-3        | ASACUSA        | Masaki Hori Eberhard Widmann | Atomic Spectroscopy And Collisions Using Slow Antiprotons        | 20 Nov 1997 | In corso    | Grey Book Archiviato il 2 agosto 2012 in Internet Archive. | Website                                                  |
| AD-4        | ACE            | Michael Holzscheiter         | Antiproton Cell Experiment                                       | 6 Feb 2003  | In corso    | Grey Book Archiviato il 2 agosto 2012 in Internet Archive. | Website                                                  |
| AD-5        | ALPHA          | Jeffrey Hangst               | Antihydrogen Laser PHysics Apparatus                             | 2 Giu 2005  | In corso    | Grey Book Archiviato il 2 agosto 2012 in Internet Archive. | Website                                                  |
| AD-6        | AEGIS          | Ruggero Caravita             | Antihydrogen Experiment Gravity Interferometry Spectroscopy      | 5 Dec 2008  | N/A         | Grey Book Archiviato il 2 agosto 2012 in Internet Archive. | Website                                                  |

## ATHENA
ATHENA (ApparaTus for High precision Experiments with Neutral Antimatter) fu il primo esperimento di ricerca sull'antimateria a produrre 50.000 atomi di anti-idrogeno a bassa energia, nell'agosto del 2002. Nel 2005, la collaborazione ATHENA venne sciolta e molti dei membri andarono a formare il successivo esperimento ALPHA.

### Fisica ATHENA
Per la creazione di anti-idrogeno devono prima essere preparati antiprotoni e positroni. Gli antiprotoni vengono forniti dal Deceleratore di antiprotoni, mentre i positroni sono ottenuti da fonti radioattive e accumulati. Entrambi vengono quindi condotti in una trappola di ricombinazione, dove si legano per formare un atomo di anti-idrogeno. Dopo la preparazione, un rilevatore ad alta risoluzione conferma l'avvenuta creazione dell'anti-idrogeno. Vengono studiati i livelli energetici dello spettro dell'anti-idrogeno, al fine di confrontarli con quelli noti dell'idrogeno.

### Collaborazione ATHENA
La collaborazione ATHENA comprendeva le seguenti istituzioni:
- Università di Aarhus, Danimarca
- Università di Brescia, Italia
- CERN
- Università di Genova, Italia
- Università di Pavia, Italia
- RIKEN, Giappone
- Università Federale di Rio de Janeiro, Brasile
- University of Wales Swansea, UK
- Università di Tokyo, Giappone
- Università di Zurigo, Svizzera
- INFN, Italia

## ATRAP
La collaborazione ATRAP (Antihydrogen TRAP) al CERN si sviluppò a partire dall'esperimento TRAP, che aveva effettuato studi all'avanguardia sugli antiprotoni freddi e sui positroni freddi, preparando per la prima volta gli ingredienti da far interagire per creare l'anti-idrogeno freddo. I membri di ATRAP aprirono anche la strada alla spettroscopia accurata dell'idrogeno e per primi osservarono gli atomi di anti-idrogeno caldo nel 2002.

### Fisica ATRAP
ATRAP fu il primo esperimento a utilizzare il processo di "raffreddamento con positroni": il fascio di antiprotoni veniva messo a contatto con positroni freddi per raddreddare gli antiprotoni. I due ingredienti erano confinati all'interno della stessa trappola magnetica e quando avevano raggiunto all'incirca la stessa temperatura, venivano combinati a formare l'anti-idrogeno. L'apparato sperimentale di ATRAP venne costruito agli inizi degli anni '90, contemporaneamente alla messa in funzione di ATHENA: entrambi gli esperimenti avevano gli stessi obiettivi, ma utilizzavano due apparati sperimentali diversi. L'esperimento ATHENA venne concluso nel 2004, mentre ATRAP ha proseguito le sue operazioni sull'anti-idrogeno freddo.

### Collaborazione ATRAP
La collaborazione ATRAP comprende le seguenti istituzioni:
- Harvard University, USA
- Università di Bonn, Germania
- Max Planck Institute di ottica quantistica, Germania
- Università di Amsterdam, Paesi Bassi
- Università di York, Canada
- Università Nazionale di Seoul, Corea del Sud
- National Institute of Standards and Technology, USA
- Forschungszentrum Jülich, Germania

## ASACUSA
La collaborazione ASACUSA (Atomic Spectroscopy And Collisions Using Slow Antiprotons) è un esperimento progettato nel 1997 per testare la simmetria CPT utilizzando la spettroscopia laser su elio antiprotonico e la spettroscopia a microonde per determinare la struttura iperfine dell'anti-idrogeno. Tra i suoi obiettivi inoltre ci sono la misura di sezioni d'urto atomiche e nucleari di antiprotoni a bassa energia su vari bersagli. Grazie all'utilizzo del Radio Frequency Decelerator ASACUSA è l'unico esperimento che riesce a decelerare gli antiprotoni da 5.3 MeV a soli 100 keV, riuscendo così a utilizzare gli antiprotoni in modo molto più efficiente rispetto agli altri esperimenti.

### Fisica ASACUSA
Nel giugno 2006, ASACUSA ha effettuato una misura di precisione della massa dell'antiprotone che è risultata essere 1836,153674 volte quella dell'elettrone, cioè lo stesso valore di quella del protone. La misura è stata effettuata su atomi di elio antiprotonico: questi atomi esotici vengono prodotti miscelando un fascio di antiprotoni con del gas elio ordinario; in questa reazione l'antiprotone rimuove uno dei due elettroni contenuti in un normale atomo di elio, per poi orbitare intorno al suo nucleo al posto dell'elettrone. Utilizzando fasci laser per eccitare gli atomi di elio antiprotonico, ASACUSA è stato in grado quindi di misurare la massa dell'antiprotone con una precisione elevatissima.
ASACUSA è stato il primo esperimento a produrre un fascio di antimateria: nel gennaio 2014 è stato prodotto il primo fascio di anti-idrogeno e successivamente ne sono stati identificati 80 atomi a 2.7 metri di distanza dal punto di produzione. ASACUSA, a differenza degli altri esperimenti, non utilizzerà trappole magnetiche per intrappolare gli atomi di anti-idrogeno, ma creerà dei fasci di atomi in movimento. Una speciale configurazione del campo magnetico polarizzerà il fascio di anti-idrogeno per condurlo in una zona in cui non sono presenti campo magnetici, dove avverrà la misurazione tramite radiazione a microonde. ASACUSA cerca di ridurre l'effetto del campo magnetico sulle misurazioni poiché intende misurare con precisione la struttura iperfine (molto sensibile ai campi magnetici) dei livelli atomici dell'anti-idrogeno, per compararli ai livelli ben noti dell'idrogeno.

### Collaborazione ASACUSA
Il portavoce dell'esperimento è il prof. Ryugo Hayano dall'Università di Tokyo. La collaborazione ASACUSA, composta da circa 50 ricercatori, comprende le seguenti istituzioni:
- Max-Planck-Institut für Quantenoptik (DE)
- The University of Tokyo (JP)
- Wigner Research Center of Physics (HU)
- Stefan Meyer Institute (AT)
- Università di Brescia and INFN (IT)
- RIKEN (JP)
- University of Aarhus (DK)

## ACE
L'esperimento ACE (Antiproton Cell Experiment) studia a partire dal 2003 l'efficacia biologica relativa e i danni periferici prodotti dall'annichilazione di antiprotoni sulle cellule. Il suo obiettivo principale è determinare l'eventuale efficacia di un trattamento a base di antiprotoni per la terapia contro il cancro. ACE è un esempio eccellente di come la ricerca in fisica delle particelle possa produrre soluzioni innovative per terapie mediche.

### Fisica ACE
Le terapie abituali utilizzano fasci di protoni per distruggere le cellule cancerogene. Queste particelle vengono inviate sul corpo del paziente con un'energia determinata per raggiungere in profondità le cellule tumorali. I protoni procurano un lieve danno nell'entrare nell'organismo, ma nella fase di rallentamento finale (gli ultimi millimetri di penetrazione) procurano un significativo danneggiamento cellulare. Sebbene il fascio di protoni riesca a distruggere il cancro, produce anche una certa dose di lesioni alle cellule sane, che aumenta col ripetersi del trattamento.
L'esperimento ACE sta studiando l'interazione degli antiprotoni con le cellule per verificare se gli antiprotoni sono in grado di produrre meno danni alle cellule sane rispetto ai protoni, grazie al processo di annichilazione. L'idea è di far annichilire l'antiprotone con un nucleone di un nucleo atomico appartenente alla cellula cancerogena, in questo modo dall'annichilazione verrebbero prodotti dei frammenti che andrebbero a distruggere la cellula.
L'apparato sperimentale consiste in tubi contenenti cellule vive (di cavia) sospese in gelatina per simulare la sezione d'urto dell'antiprotone sul tessuto cellulare. Fasci di protoni e antiprotoni vengono inviati all'interno dei tubi per valutare il numero di cellule sopravvissute in funzione della profondità. Gli studi hanno dimostrato che si necessita un numero di antiprotoni inferiore di 4 volte rispetto al numero di protoni per ottenere lo stesso livello di danneggiamento cellulare.
Questo ridurrebbe in modo significativo il danneggiamento dei tessuti sani.

### Collaborazione ACE
L'esperimento ACE mette insieme un gruppo di fisici, biologi e medici provenienti da 10 istituti diversi a livello mondiale:
- Århus University, Aarhus, Danimarca
- CERN (Conseil Européen pour la Recherche Nucléaire), Ginevra, Svizzera
- German Cancer Research Center, Heidelberg, Germania
- Queens University Belfast, Belfast, Irlanda del nord
- University of Athens, Atene, Grecia
- Université de Genève, Ginevra, Svizzera
- University of California, Los Angeles, USA
- University of Montenegro, Podgorica, Montenegro
- University of New Mexico, Albuquerque, USA
- University of Toronto, Toronto, Canada
- VINCA Institute of Nuclear Sciences, Belgrado, Serbia

## ALPHA
L'esperimento ALPHA (Antihydrogen Laser PHysics Apparatus) è stato progettato per intrappolare l'anti-idrogeno neutro in una trappola magnetica, per condurre innovativi esperimenti sull'antimateria. L'obiettivo principale è testare la simmetria CPT attraverso il confronto degli spettri atomici di idrogeno e anti-idrogeno (vedi serie spettrale di idrogeno). La collaborazione ALPHA è costituita in parte da alcuni dei membri della precedente collaborazione ATHENA, il primo esperimento che riuscì a produrre quantità significative di anti-idrogeno freddo, nel 2002.

### Fisica ALPHA
L'ALPHA affronta molte sfide. Le trappole magnetiche – in cui vengono intrappolati gli atomi neutri sfruttando l'interazione del campo magnetico con i loro momenti magnetici – sono notoriamente deboli: soltanto gli atomi con energie cinetiche di pochissimi kelvin possono essere intrappolati. L'anti-idrogeno freddo creato per prima nel 2002 dalle collaborazioni ATHENA e ATRAP venne prodotto per mezzo della fusione di plasma di positroni e antiprotoni. Gli atomi creati in questo modo avevano energie cinetiche troppo elevate per poter essere intrappolati. Inoltre, per poter effettuare la spettroscopia laser, è importante che gli atomi si trovino nel loro stato fondamentale, condizione non soddisfatta dalla maggior parte degli anti-atomi creati tramite la fusione di plasma.
Gli antiprotoni ricevuti dal Deceleratore di antiprotoni vengono 'miscelati' con positroni provenienti da sorgenti radioattive, tramite un accumulatore di positroni specificamente progettato in una versatile trappola di Penning. L'apparato è circondato da un magnete superconduttore che forma una trappola magnetica "minima-B".

### Collaborazione ALPHA
La collaborazione ALPHA comprende le seguenti istituzioni:
- Università di Aarhus, Danimarca
- Università di Auburn, USA
- University of British Columbia, Canada
- University of California, Berkeley, USA
- Università di Calgary, Canada
- Università di Liverpool, UK
- Università di Manitoba, Canada
- Centro di Ricerca Nucleare Negev, Israele
- RIKEN, Giappone
- Università Federale di Rio de Janeiro, Brasile
- Università di Swansea, UK
- Università di Tokyo, Giappone
- TRIUMF, Canada

## AEGIS
AEGIS (Antimatter experiment: Gravity interferometry spectroscopy), è un esperimento che cercherà di misurare direttamente l'effetto dell'accelerazione gravitazionale terrestre sull'antiprotone.

### Fisica AEGIS
Nella prima fase dell'esperimento, AEGIS cercherà di produrre un fascio di anti-idrogeno a partire dagli antiprotoni e dai positroni. La seconda fase consisterà nella misura dell'interazione gravitazionale tra materia e antimateria con una precisione dell'1 %.
Un sistema costituito da un reticolo di diffrazione e da un deflettore dividerà il fascio di anti-idrogeno in raggi paralleli, ottenendo una configurazione periodica. Su questa configurazione verrà misurata la caduta verticale dell'anti-idrogeno mentre il fascio scorre in orizzontale.

### Collaborazione AEGIS
AEGIS è una collaborazione di fisici provenienti da tutta l'Europa, in cui è compreso l'istituto italiano INFN:
- CERN, Ginevra, Svizzera
- Kirchhoff Institute of Physics, Heidelberg, Germania
- Max Planck Institut für Kernphysik, Heidelberg, Germania
- INFN, Università degli Studi di Genova, Genova, Italia
- INFN, Università degli Studi di Milano e Politecnico , Italia
- INFN, Pavia-Brescia, Italia
- INFN, Padova-Trento, Italia
- INR, Mosca, Russia
- Université Claude Bernard, Lione, Francia
- University of Oslo, University of Bergen, Norvegia
- Czech Technical University, Praga, Repubblica ceca
- ETH, Zurigo, Svizzera
- Laboratoire Aimé Cotton, Orsay, Francia
- University College, Londra, Regno Unito
- Stefan Meyer Institut, Vienna, Austria
- University of Bern, Svizzera